# إميل سيدل
إميل سيدل (بالإنجليزية: Emil Seidel)‏ هو نقابي وسياسي أمريكي، ولد في 1864 في الولايات المتحدة، وتوفي في 1947 في ميلواكي في الولايات المتحدة. حزبياً، نشط في الحزب الاشتراكي الأمريكي. وقد انتخب عمدة ميلواكي، ويسكنسن (1910 – 1912).